# EdX
EdX — безкоштовна інтернет платформа масових відкритих інтерактивних курсів, заснована Массачусетським технологічним інститутом і Гарвардським університетом в травні 2012 року. EdX проводить онлайн-курси університетського рівня в широкому діапазоні дисциплін для слухачів зі всього світу на безоплатній основі, а також проводить дослідження в галузі навчання. Зараз є понад 100 університетів, шкіл, некомерційних організацій, корпорацій та міжнародних організацій, які пропонують або планують пропонувати курси на ресурсі EdX. Станом на 4 липня 2021 року, EdX має понад 34 мільйони користувачів, що є слухачами понад 2800 курсів.

## Історія
EdX було засновано в травні 2012 року вченими з MIT і Гарварду. Джеррі Сассман, Анант Агарвал, Кріс Терман і Пйотр Мітрос викладали перший курс EdX зі схем і електроніки в Массачусетському технологічному інституті, який залучив 155 000 студентів із 162 країн. У 2013 році вони співпрацювали зі Стенфордом і в червні 2013 року охопили 1 мільйон студентів. edx.org випущено як відкритий код, створивши Open edX.
У вересні 2014 року EdX оголосив про ініціативу середніх шкіл.
У жовтні 2014 року EdX анонсувала курси професійної освіти, а в березні 2015 року вона стала партнером Microsoft.
У квітні 2015 року EdX у партнерстві з Університетом штату Аризона запустили Global Freshman Academy.
У вересні 2016 року EdX запустив 19 програм MicroMasters.
У лютому 2017 року EdX запустив ще 16 програм MicroMasters.
У січні 2018 року EdX співпрацював з Microsoft і General Electric, щоб надати субсидовані онлайн-курси та гарантовані співбесіди.
9 січня 2018 року Tech Mahindra співпрацював з EdX, щоб перекваліфікувати робочу силу в нових технологічних областях.
10 жовтня 2018 року EdX представив дев’ять магістерських ступенів на платформі. Програми отримання ступеня можна повністю завершити онлайн і їх пропонують такі університети, як Технологічний інститут Джорджії та Каліфорнійський університет Сан-Дієго.
10 січня 2020 року EdX запустив дві програми MicroBachelors. Програми пропонують курси бакалаврату, які можуть призвести до університетських кредитів для студентів, які бажають отримати диплом.
29 червня 2021 року EdX і 2U оголосили, що уклали остаточну угоду про приєднання. 2U придбає активи edX за 800 мільйонів доларів готівкою.
16 листопада 2021 року 2U завершила раніше оголошене придбання бізнесу та веб-сайту EdX у некомерційної організації.